# Lóriði
Lóriði ('Loridi) est le fils de Thor et de Sif dans la mythologie nordique selon le prologue de l'Edda de Snorri écrit par Snorri Sturluson au XIIIe siècle. Cependant, Lóriði n'apparaît nulle part ailleurs que dans ce prologue qui a été écrit par Snorri Sturluson dans le but de donner une explication rationnelle de la croyance en les Ases. Pour cette raison, Lóriði ne devrait pas être considéré comme une divinité de la mythologie nordique. Il ne devrait pas non plus être considéré comme étant le fils de Thor. 